# Dado Pršo
Miladin "Dado" Pršo, född 5 november 1974 i Zadar, Jugoslavien (nuvarande Kroatien), är en före detta kroatisk fotbollsspelare. Han hade positionen som anfallare.
Pršo spelade i flera klubbar i Kroatien och Frankrike och även för Kroatiens landslag, men avslutade sin karriär 2007 efter tre säsonger i skotska Rangers FC.